# Andrea Camassei
Andrea Camassei, né à Bevagna en novembre 1602 et mort à Rome le 18 août 1649, est un peintre et graveur baroque italien principalement actif à Rome sous le patronage des Barberini. 

## Biographie
Andrea Camassei est né à Bevagna en Ombrie de parents modestes, Angelina d'Anton Maria Angeli et Lorenzo. Il était actif dans la peinture au Palais Barberini ainsi que dans l'église préférée d'Antonio Barberini, Église Santa Maria della Concezione dei Cappuccini, où il a peint l'Assomption de la Vierge sur le dôme. Sa formation s'est faite auprès du Domenichino, mais il a également travaillé sous la direction de Andrea Sacchi et Pierre de Cortone. Il a peint un Triomphe de Constantin pour le baptistère du palais du Latran. Il peint pour Taddeo Barberini, deux grandes toiles (1638-1639) représentant le Massacre des Niobides et la Chasse de Diane Il a également peint un Saints Bonaventura, Bernardino et Ludovico da Tolosa pour Santa Caterina à Rapecchiano (Spello). 

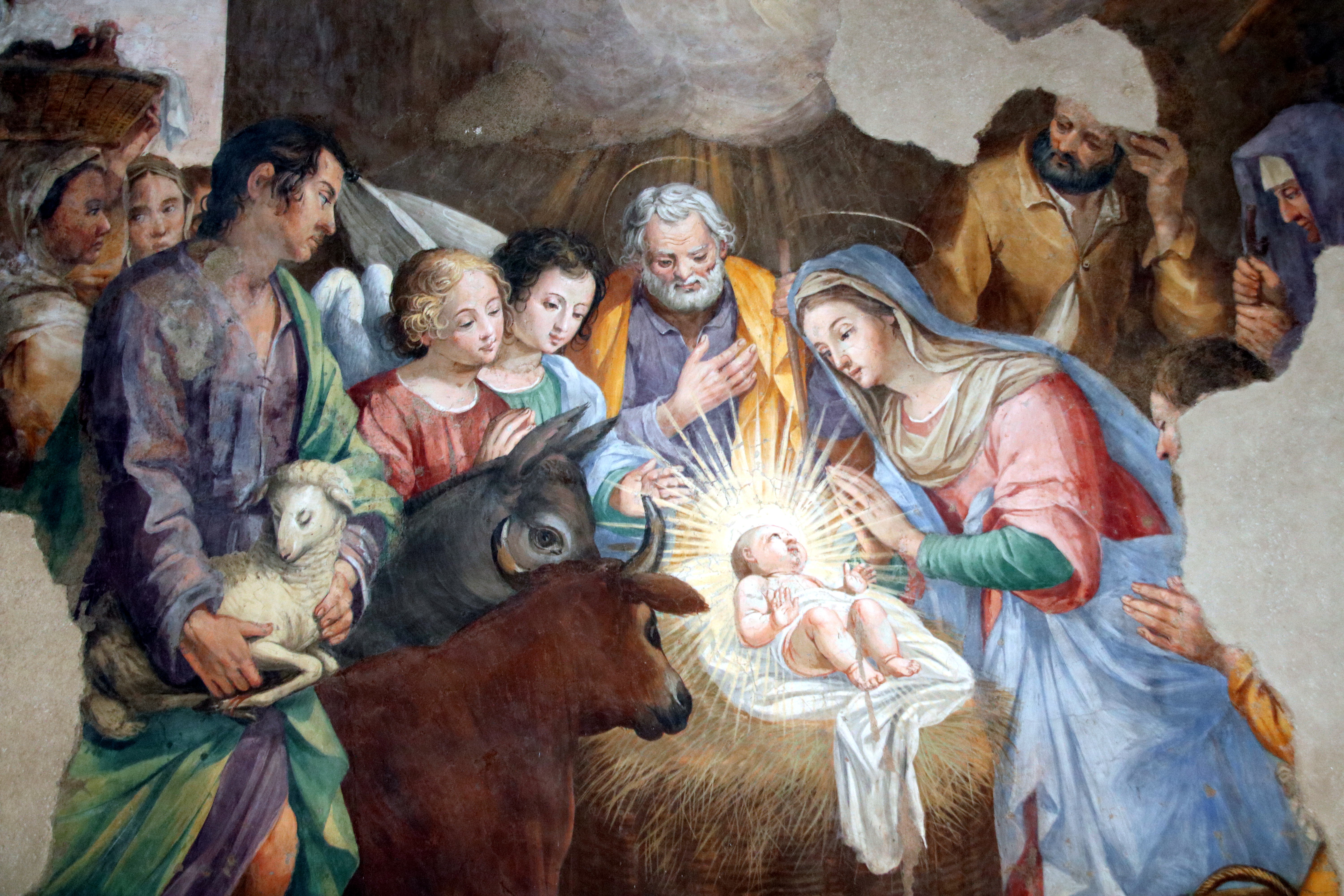
Andrea Camassei, Presepio, église de San Michele (Bevagna)

Andrea Camassei est également graveur et dessinateur, comme en témoignent la gravure représentant le Repos pendant la fuite vers l'Égypte (Londres, British Museum), signée « A.C. », et de nombreux dessins dont l'Allégorie du pontificat d'Urbain VIII (Leningrad, Ermitage), La Course entre Neptune et Minerve (Darmstadt, Hessisches Landesmuseum) et la Scène allégorique avec un sorcier (Paris, Louvre, Cabinet des Dessins).
Andrea Camassei est mort à Rome le 18 août 1649 et enterré le lendemain dans la basilique Saint Augustin.